# Brian Boitano
Brian Anthony Boitano (Mountain View, 22 oktober 1963) is een Amerikaans voormalig kunstschaatser. Hij nam deel aan drie Olympische Winterspelen: Sarajevo 1984, Calgary 1988 en Lillehammer 1994. Hij werd na de Spelen van 1988 een professioneel schaatser, maar keerde in 1993 terug in de competitie. Boitano is tweevoudig wereldkampioen en werd in 1988 olympisch kampioen.

## Biografie
Brian Boitano viel op toen hij bij de WK junioren van 1978 de bronzen medaille won, voor de Canadees Brian Orser die vierde werd. Het zou de eerste van vele confrontaties tussen het duo worden. Boitano kwam vanaf 1979 uit bij de seniorenwedstrijden en nam in 1984 deel aan de Olympische Winterspelen in Sarajevo. Hier werd hij vijfde. Nadat olympisch en viervoudig wereldkampioen Scott Hamilton was gestopt, streden de andere schaatsers om de titel op de WK van 1985. De Rus Aleksandr Fadejev veroverde de gouden medaille, voor Orser als tweede en Boitano als derde. De jaren erna waren het echter Boitano en Orser die domineerden.
Boitano won op de WK van 1986 de wereldtitel, met Orser op plek twee, maar dit was precies omgekeerd op de WK van 1987. De olympische titel van 1988 zou vrijwel zeker voor een van beiden zijn en de wedstrijd op de Olympische Winterspelen in Calgary werd in de media gekscherend de Battle of the Brians genoemd. Uiteindelijk won Boitano goud en Orser zilver, maar het zat dicht bij elkaar.
Na de Winterspelen werd Boitano een professioneel schaatser. In 1993 keerde hij terug in de internationale competitie om, nu het niet meer verplicht was om amateur te zijn, een jaar later deel te nemen aan de Olympische Winterspelen in Lillehammer. Hier schaatste hij een mindere korte kür en werd hij zesde. Boitano werd in 1996 opgenomen in zowel de World Figure Skating Hall of Fame als de United States Figure Skating Hall of Fame. Hij maakte vlak voor de Spelen in Sotsji bekend homoseksueel te zijn.

## Belangrijke resultaten
| Kampioenschap           | 77/78 | 78/79         | 79/80         | 80/81         | 81/82         | 82/83         | 83/84         | 84/85         | 85/86         | 86/87         | 87/88         |               | 93/94         |
| ----------------------- | ----- | ------------- | ------------- | ------------- | ------------- | ------------- | ------------- | ------------- | ------------- | ------------- | ------------- | ------------- | ------------- |
| Olympische Spelen       |       |               |               |               |               |               | 5e            |               |               |               | Goud          |               | 6e            |
| Wereldkampioenschap     |       |               |               |               |               | 7e            | 6e            | Brons         | Goud          | Zilver        | Goud          |               |               |
| Nationaal kampioenschap |       |               | 5e            | 4e            | 4e            | Zilver        | Zilver        | Goud          | Goud          | Goud          | Goud          |               | Zilver        |
| WK junioren             | Brons | geen deelname | geen deelname | geen deelname | geen deelname | geen deelname | geen deelname | geen deelname | geen deelname | geen deelname | geen deelname | geen deelname | geen deelname |
| NK junioren             | Goud  | geen deelname | geen deelname | geen deelname | geen deelname | geen deelname | geen deelname | geen deelname | geen deelname | geen deelname | geen deelname | geen deelname | geen deelname |

- Bibliothèque nationale de France: cb14157123j (data)
- Gemeinsame Normdatei: 1062238761
- International Standard Name Identifier: 0000 0000 3407 1780
- Library of Congress Control Number: n97847825
- MusicBrainz: 852c11ac-9600-407b-95b4-7546c192bee6
- Virtual International Authority File: 63304990
- WorldCat: E39PBJvMDVvQXWKrHfv96t6Frq

1908: Ulrich Salchow ·
1920: Gillis Grafström ·
1924: Gillis Grafström ·
1928: Gillis Grafström ·
1932: Karl Schäfer ·
1936: Karl Schäfer ·
1948: Richard Button ·
1952: Richard Button ·
1956: Hayes Alan Jenkins ·
1960: David Jenkins ·
1964: Manfred Schnelldorfer ·
1968: Wolfgang Schwarz ·
1972: Ondrej Nepela ·
1976: John Curry ·
1980: Robin Cousins ·
1984: Scott Hamilton ·
1988: Brian Boitano ·
1992: Viktor Petrenko ·
1994: Aleksej Oermanov ·
1998: Ilja Koelik ·
2002: Aleksej Jagoedin ·
2006: Jevgeni Pljoesjtsjenko ·
2010: Evan Lysacek ·
2014: Yuzuru Hanyu ·
2018: Yuzuru Hanyu ·
2022: Nathan Chen